# Вуйчото
„Вуйчото“ е български телевизионен филм, (детски, семейна драма), от 1996 година на режисьора Зоя Касамакова, по сценарий на Юлиана Каракашева и Никола Статков. Оператори са Цветан Недков, Вячеслав Еремиев. Музиката във филма е композирана от Петър Радевски, Димитър Киров, художник Атанас Андасаров.

## Сюжет
Митко (Александър Томов) е момче от заможно семейство на бизнесмени (Красимир Ранков и Бойка Велкова) от 90-те години в България. Случайна среща го запознава с художника Чичо Мишо (Любен Чаталов), който го представя на дъщеря си Лили (Яна Манева). Митко се потапя в света на изкуството и открива детската любов в лицето на Лили.

## Актьорски състав
| Роля                                             | Изпълнител       |
| ------------------------------------------------ | ---------------- |
| Михаил Генадиев-Вуйчото, още чичо Мишо, художник | Любен Чаталов    |
| Митко                                            | Александър Томов |
| майката на Митко                                 | Бойка Велкова    |
| бащата на Митко, бизнесмен                       | Красимир Ранков  |
| класната на Митко                                | Мария Статулова  |
| учителката по английски език                     | Елза Лалева      |
| учителката по математика                         | Мария Алексиева  |
| продавачката на сладолед                         | Ганета Атанасова |
| Лили                                             | Яна Манева       |
| Влади                                            | Димитър Стефанов |
| учителят по цигулка                              | Люлин Досев      |
| галеристката                                     | Анна Тузсузова   |
| рекетьор                                         | Петър Русев      |
| рекетьор                                         | Кирил Ефремов    |

## Друг състав
- Ралица Филипова – Изпълнителен продуцент
- Райна Захариева – Музикален оформител
- Райна Кожухарова – тонрежисьор
- Александър Лесев – тонтехник
- Цветанка Войнова – гардероб
- Вержиния Митова – реквизит
- Сашка Спасова – грим
- Петко Русев – сценичен работник
- Сашка Спасова – грим